# Brimeux
Brimeux är en kommun i departementet Pas-de-Calais i regionen Hauts-de-France i norra Frankrike. Kommunen ligger i kantonen Campagne-lès-Hesdin som tillhör arrondissementet Montreuil. År 2022 hade Brimeux 872 invånare.

## Befolkningsutveckling
Antalet invånare i kommunen Brimeux
| Referens: INSEE |